# دختران چلسی
دختران چلسی (انگلیسی: Chelsea Girls) یک فیلم تجربی زیرزمینی در سبک درام به کارگردانی اندی وارهول و پل موریسی است که سال ۱۹۶۶ منتشر شد. فیلم نخستین موفقیت تجاری وارهول پس از دورهٔ طولانی خلق آثار آوانگارد و فیلم‌های هنری است. دختران چلسی که در هتل چلسی و بخش‌های دیگری از نیویورک فیلمبرداری شده، زندگی دختران مقیم آنجا را دنبال می‌کند که برخی از آنان از جمله ابرستارگان وارهولی هستند.
از بازیگران فیلم می‌توان به نیکو، جرارد مالانگا، اریک امرسون، مری وارناف، و پل موریسی اشاره کرد. نام فیلم که برگرفته از نام هتل است، الهام‌بخش نیکو برای آلبوم موسیقی‌اش به نام دختر چلسی شد.